# Hubbertpiek

Een productiecurve, voorgesteld door Hubberts in 1956

De hubbertpieken bij de aardoliewinning in Nederland 1945-2022

De hubbertpiek, ook wel peak oil genoemd, is het moment waarop een piek wordt bereikt in de olieproductie — gebaseerd op een mathematisch model dat in 1956 werd ontwikkeld door Marion King Hubbert, een Amerikaanse geofysicus uit Texas in dienst van Shell. Het model laat zien hoe de olieproductie in de Verenigde Staten zou kunnen verlopen, maar kan ook worden toegepast op de mondiale olieproductie, andere fossiele brandstoffen als aardgas en steenkool en overige delfstoffen, bijvoorbeeld fosfaatgesteente.

## Model
Tijdens de winning van olie uit een olieveld zal de opbrengst een levenscyclus doorlopen. Ergens in die levenscyclus zal een maximale productie per tijdseenheid tevoorschijn komen. De productie zal na het bereiken van dat maximum voorgoed gaan dalen en tegelijkertijd ook steeds meer energie kosten. Zodra de winning meer energie kost dan zij oplevert zal deze worden gestaakt.
De olieproductie volgt normaliter een klokvormige grafiek als deze grafisch wordt weergegeven, waarbij de maximale waarde wordt bereikt als ongeveer de helft van de winbare olie reeds is opgepompt. De productie neemt eerst traag toe, dan versnelt deze en komt dan na enige tijd op het hoogtepunt, dat bekend staat als de hubbertpiek. Daarna treedt een vertraging van de productie in; deze gaat eerst snel en vervolgens weer steeds langzamer totdat het veld is uitgeput.
Dit model houdt niet alleen stand voor een individueel olieveld, maar ook voor een groep olievelden, een regio, een land en voor de wereld als geheel. De olieproductie zal in de realiteit weliswaar niet volgens een gladde curve verlopen, maar er zal wel over de loop van de tijd heel duidelijk een toename te zien zijn, gevolgd door een hoogtepunt en vervolgens weer een daling. De onderliggende geologische redenen voor dit verloop zijn dat olie moeilijker en kostbaarder wordt om op te pompen naarmate de druk in een olieveld afneemt doordat het olieveld steeds meer uitgeput raakt. Op grotere schaal, dus over meerdere olievelden bekeken, speelt hierbij mee dat eerst de makkelijk te winnen olie in de grotere olievelden wordt opgepompt, alvorens men overstapt op moeilijker te winnen olie in de kleinere olievelden waarvan de productie lager is.

## Marion King Hubbert
Het model van Peak Oil werd opgesteld door de geofysicus Marion King Hubbert. Hij stelde dat de olieproductie uit een reservoir een curve zou vormen met een piek bij de helft van de uiteindelijk opgepompte hoeveelheid olie. In zijn analyse gebruikte hij een grafiek die de "Hubbertcurve" wordt genoemd. Hij paste deze stelling toe op de 'Lower 48', de staten van de VS, exclusief Alaska, Hawaï en de Golf van Mexico. Zo voorspelde hij in 1956 dat de olieproductie daar eind jaren '60, begin jaren '70 op een hoogtepunt zou komen om daarna te dalen. Op deze voorspelling werd destijds met grote skepsis gereageerd. Pas nadat begin jaren '70 bleek dat hij gelijk had gekregen, werd zijn model alsnog serieus genomen.

## Ontdekkingen
Alvorens olie kan worden gewonnen, dient deze eerst te worden ontdekt. Aangezien in de Verenigde Staten de jaarlijks hoeveelheid ontdekte olie reeds piekte in de jaren '30 en ook een normale verdeling volgde, kon Hubbert inschatten wat de uiteindelijke hoeveelheid olie zou zijn die aldaar zou worden gewonnen, en dus ook wanneer de helft ervan opgepompt zou zijn. Dat gebeurde circa 40 jaar later dan de ontdekkingspiek. Wereldwijd piekte de jaarlijkse hoeveelheid ontdekte olie halverwege de jaren '60. Sinds 1984 wordt jaarlijks wereldwijd meer olie opgepompt dan nieuw ontdekt en neemt dat verschil ook elk jaar toe. In 2005 werd voor elke vier geproduceerde vaten olie maar één vat ontdekt.

## Tijdstip van de hubbertpiek
De voorspelling over de Amerikaanse olievelden kan ook op globale schaal worden gezien. In essentie stelt Hubberts model dat de olieproductie zal pieken ongeacht de technologische verbeteringen die plaatsvinden. De vraag is alleen wanneer dat tijdstip zal zijn. Volgens sommigen is de piek zelfs al geweest. Volgens anderen (oliemaatschappijen, OPEC) zal de piek plaatsvinden in de periode 2020 - 2030. Oliemaatschappij BP schat in haar rapport Energy Outlook 2020 dat de piek in 2019 zou hebben plaatsgevonden.
Feit is dat sinds 2006 de olieproductie wereldwijd afneemt bij toenemende vraag en dat daardoor de olieprijs gestaag stijgt. De afgelopen jaren zijn er weliswaar ook momenten geweest dat de olieprijs daalde, maar deze hangen zeer waarschijnlijk samen met de mondiale financiële crisis die in 2008 uitbrak.

## Gevolgen
De hubbertpiek wordt gezien als het einde van het eerste deel van het olietijdperk: dat van goedkope, overvloedig beschikbare energie en een immer stijgende economische groei. Na de hubbertpiek begint het tweede deel van het olietijdperk, waarbij de wereld zal worden geconfronteerd met steeds schaarser en duurder wordende energie. De algemene verwachting is dat deze neerwaartse beweging een grote sociale, economische en geopolitieke impact zal hebben, omdat de moderne samenleving voor bijna alles afhankelijk is van goedkope olie voor niet alleen energie, maar ook als grondstof voor tal van producten. Vanwege de hoge energiedichtheid is olie lastig te vervangen door duurzame energie, zoals zon en wind. Wat hierbij ook een rol speelt is dat accu's voorlopig nog een veel te groot gewicht hebben ten opzichte van de energie die zij leveren, waardoor zij nog niet toegepast kunnen worden in schepen, vrachtwagens en vliegtuigen. Daarnaast zullen andere fossiele brandstoffen zoals steenkolen en aardgas niet lang na olie ook een piek bereiken. Biobrandstoffen hebben weer als nadeel dat de productie veel energie kost en grote oppervlaktes aan land nodig hebben.
Over de toekomst na Peak Oil zijn de meningen verdeeld; volgens sommigen zal de hele wereldeconomie (en de beschaving) volledig ineenstorten. Een ander scenario is dat het vooral voor de westerse beschavingen grote veranderingen zal veroorzaken, terwijl de armere landen - die toch al niet zoveel energie gebruiken - minder pijn zullen lijden. Anderen verwachten een zogenaamde "soft landing", waarbij we op een duurzamere en energiezuinigere manier zullen leven. En weer anderen geloven in de technofix, wat inhoudt dat zij geloven dat de wetenschap wel met een oplossing zal komen.
Afhankelijk van het moment waarop en de snelheid waarmee de olieproductie begint te dalen, kan energiebesparing een grote bijdrage leveren tegen redelijk beperkte kosten.
Mogelijke technische oplossingen voor het energieprobleem die worden besproken zijn onder andere biobrandstoffen, meer toepassing van kernenergie, kernfusie, meer duurzame energie (zoals windenergie en zonne-energie) in combinatie met het omvormen van de economie naar een waterstofeconomie.

## Discussie
Zoals bij vrijwel iedere theorie heeft het Hubbertmodel voor- en tegenstanders. De voornaamste protagonisten zijn de geologen Colin Campbell en Jean Laherrère, die de voorspelling van de wereldwijde piek in olieproductie hebben bijgesteld naar de periode 2004-2015 en waarschuwen voor een grote oliecrisis in de eerste decennia van de 21e eeuw.
De critici worden aangevoerd door de Amerikaanse econoom Michael Lynch. Hij voert aan dat de Hubbert's theorie zich uitsluitend baseert op geologische omstandigheden. Op wereldschaal is de geologie geen leidende factor, maar spelen economische politiek, marktvraag en opsporings- en winningstechnologie een doorslaggevende rol in de productie. De productiedata die als input van het model dienen, sporen daarmee niet met de aannames van het model. Lynch beweert daarmee impliciet dat er sprake is van modeloverspanning.

## Andere pieken
Niet alleen bij olie dreigt de productie binnen afzienbare tijd te pieken, maar ook bij andere delfstoffen, zoals aardgas, steenkool, uranium, overgangs- en edelmetalen, en fosfaat.